# Dominikana na letnich igrzyskach olimpijskich
Dominikana wystartowała po raz pierwszy na letnich IO w 1964 roku na igrzyskach w Tokio. Najwięcej medali (5) zdobyła na igrzyskach w Tokio w 2020 roku.

## Klasyfikacja medalowa
| Olimpiada           | Złoto | Srebro | Brąz | Razem |
| ------------------- | ----- | ------ | ---- | ----- |
| 1964 Tokio          | 0     | 0      | 0    | 0     |
| 1968 Meksyk         | 0     | 0      | 0    | 0     |
| 1972 Monachium      | 0     | 0      | 0    | 0     |
| 1976 Montreal       | 0     | 0      | 0    | 0     |
| 1980 Moskwa         | 0     | 0      | 0    | 0     |
| 1984 Los Angeles    | 0     | 0      | 1    | 1     |
| 1988 Seul           | 0     | 0      | 0    | 0     |
| 1992 Barcelona      | 0     | 0      | 0    | 0     |
| 1996 Atlanta        | 0     | 0      | 0    | 0     |
| 2000 Sydney         | 0     | 0      | 0    | 0     |
| 2004 Ateny          | 1     | 0      | 0    | 1     |
| 2008 Pekin          | 1     | 1      | 0    | 2     |
| 2012 Londyn         | 1     | 1      | 0    | 2     |
| 2016 Rio de Janeiro | 0     | 0      | 1    | 1     |
| 2020 Tokio          | 0     | 3      | 2    | 5     |
| Razem               | 3     | 5      | 4    | 12    |

### Według dyscyplin
| Dyscyplina           | Złoto | Srebro | Brąz | Razem |
| -------------------- | ----- | ------ | ---- | ----- |
| Lekkoatletyka        | 2     | 3      | 0    | 5     |
| Boks                 | 1     | 0      | 1    | 2     |
| Taekwondo            | 0     | 1      | 1    | 2     |
| Podnoszenie ciężarów | 0     | 1      | 1    | 2     |
| Baseball             | 0     | 0      | 1    | 1     |
| Razem                | 3     | 5      | 4    | 12    |